# Riddarholmen

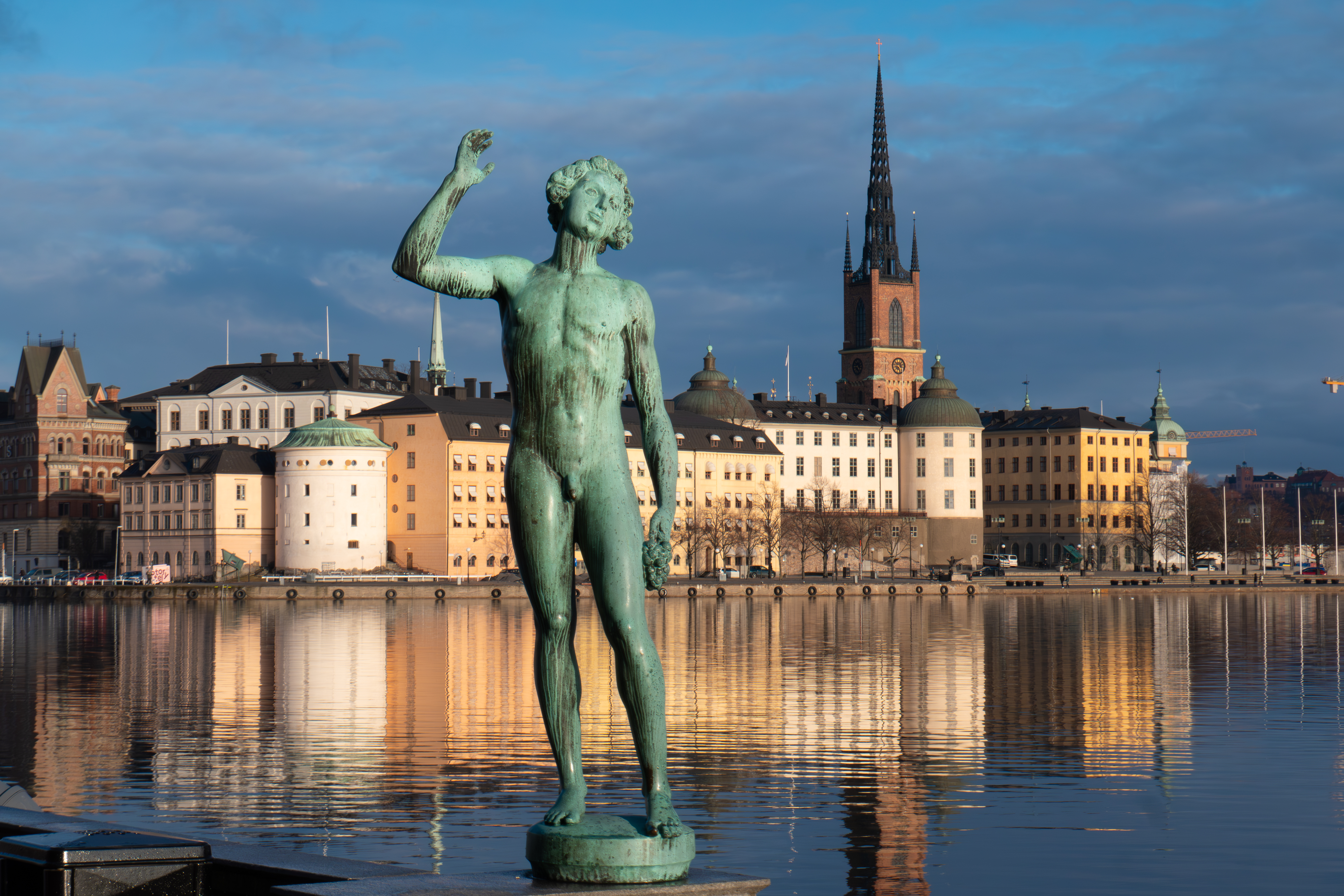
Riddarholmen sedd från Stadshusparken.

Riddarholmen (tidigare Kidaskär, Gråbrödraholmen, Gråmunkeholmen) är en ö i Mälaren och en stadsdel i centrala Stockholm innerstad, tillhörande Södermalms stadsdelsområde. 
Ön utgör tillsammans med Gamla stan Stockholms historiska centrum. På 1200-talet byggdes Gråbrödraklostret på Riddarholmen och klosterkyrkan, den nuvarande Riddarholmskyrkan. Under 1600-talet byggdes av adeln magnifika palats vilka efter slottsbranden 1697 successivt kom att tas över av de statliga ämbetsverken och domstolarna som fortfarande dominerar holmen. 
Riddarholmen är den minsta stadsdelen i Stockholms kommun till ytan. Den sista kvarvarande folkbokförda privatpersonen flyttade 2010.

## Stadsdelen
Riddarholmen är Stockholms minsta stadsdel till ytan. Den har en areal av 6 hektar. Befolkningen bestod 2009 av en enda person, en före detta anställd vid byggnadsstyrelsen (föregångaren till Statens fastighetsverk) som då bodde kvar i sin tjänstebostad sedan tiden han var maskinchef. Han blev sannolikt den sista invånaren som kom att bo på ön; lägenheten förvandlades till kontor när han flyttade nyåret 2010. Stadsdelen har successivt avfolkats sedan andra världskriget och består med undantag för Norstedtshuset enbart av statliga myndigheter och domstolar. Riddarholmens församling upphörde att existera 1807. Stadsdelen redovisades som egen stadsdel i byggnadsnämndens protokoll den 19 april 1905. Idag tillhör stadsdelen Stockholms domkyrkoförsamling och ingår tillsammans med Gamla stan i Södermalms stadsdelsområde.

## Historik

### Medeltid: Gråbrödraklostret

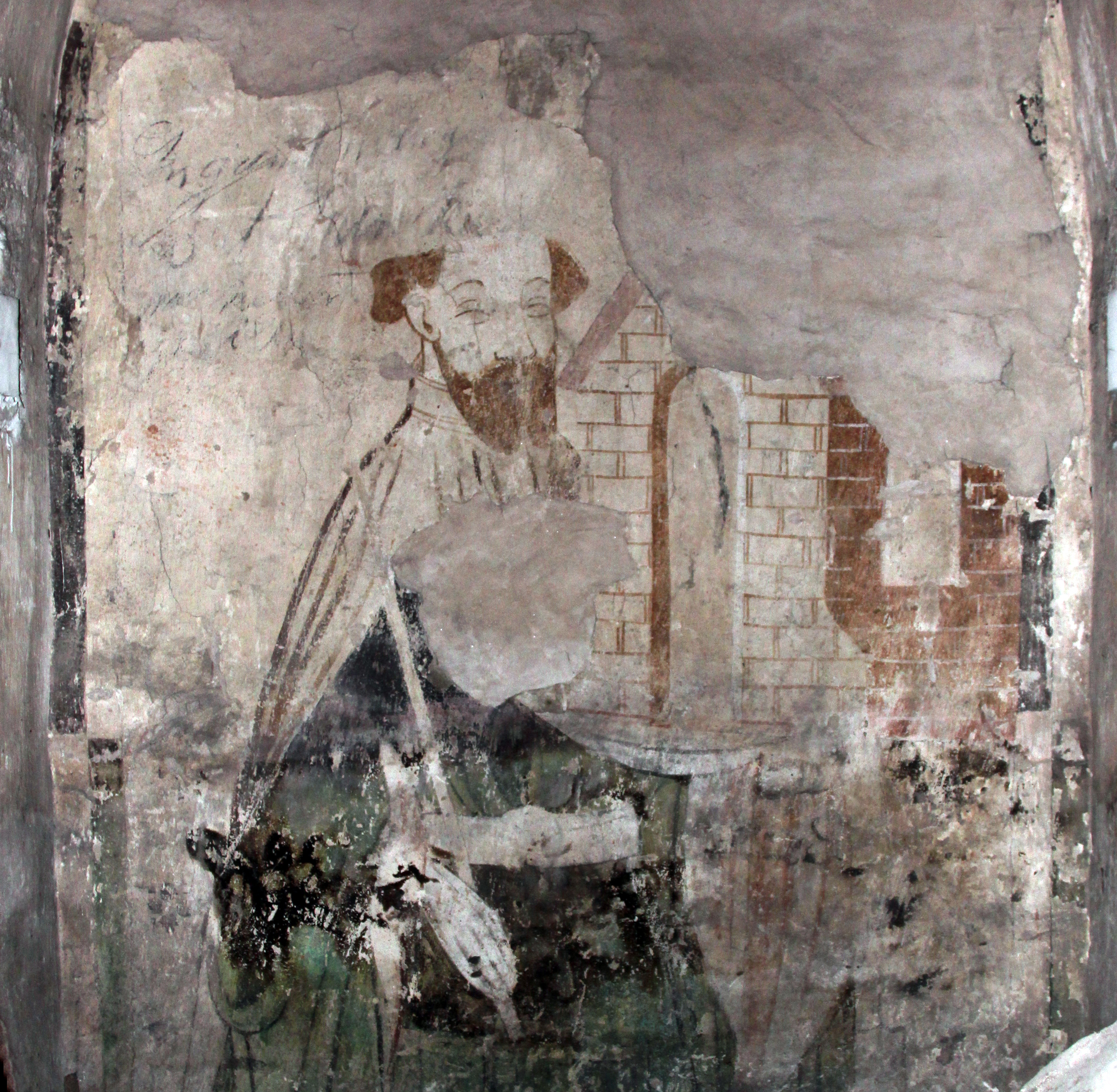
Magnus Ladulås, Gråbrödraklostrets patronus.

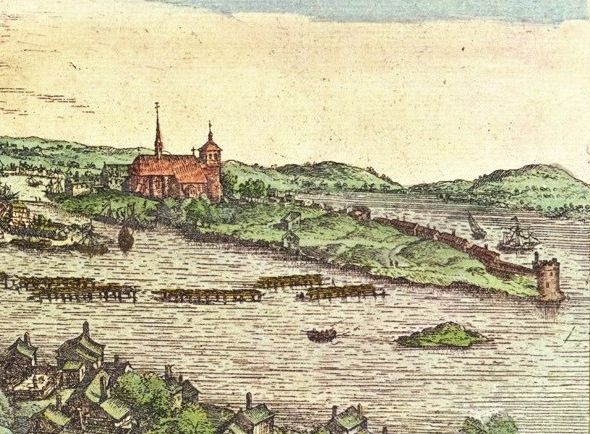
Riddarholmen från norr på 1570-talet
Ur Stockholmsvyerna i Civitates orbis terrarum.

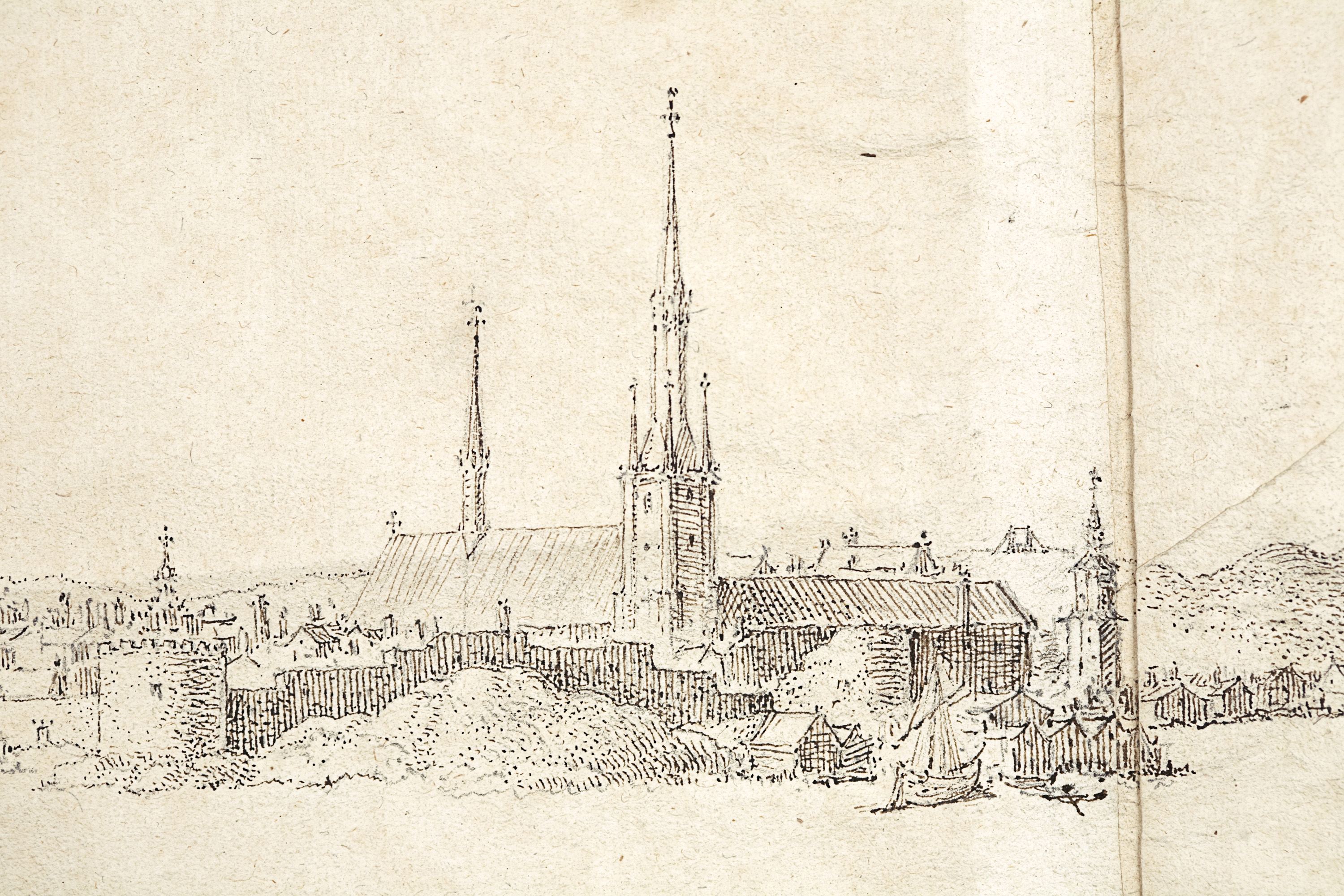
Riddarholmen från Kungsklippan, 1630-tal.

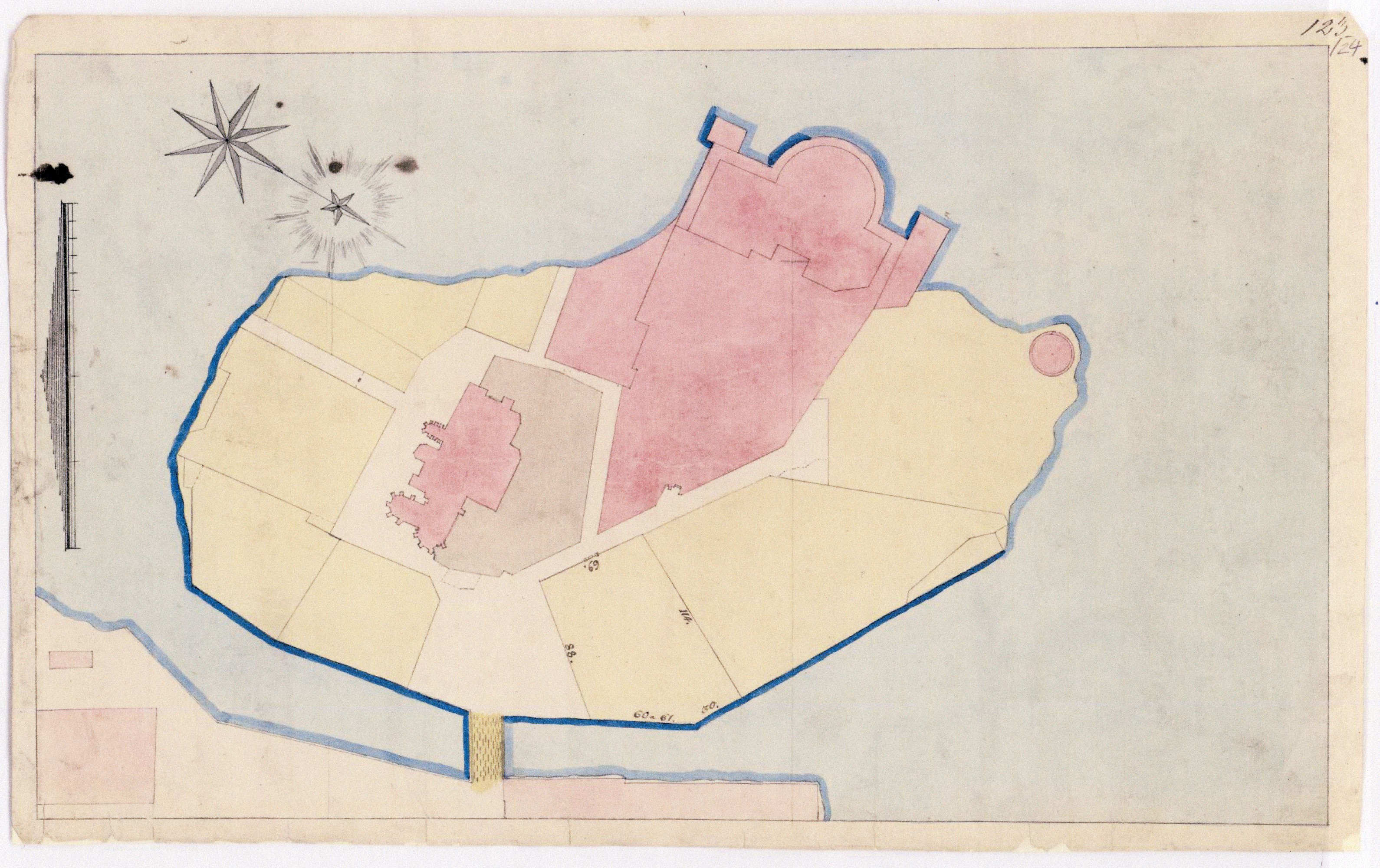
Styckningskarta från 21 april 1733, redovisar i röd lavering kungens egendomar på Riddarholmen, förmodligen ritad av Petrus Tillaeus.

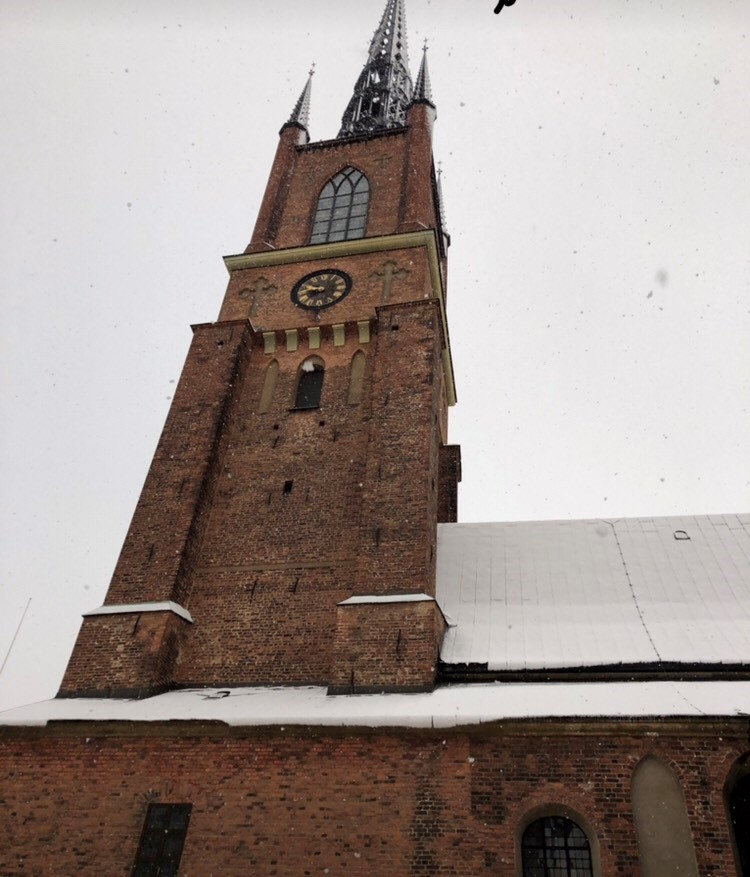
Riddarholmskyrkan på en snöig vintermorgon.

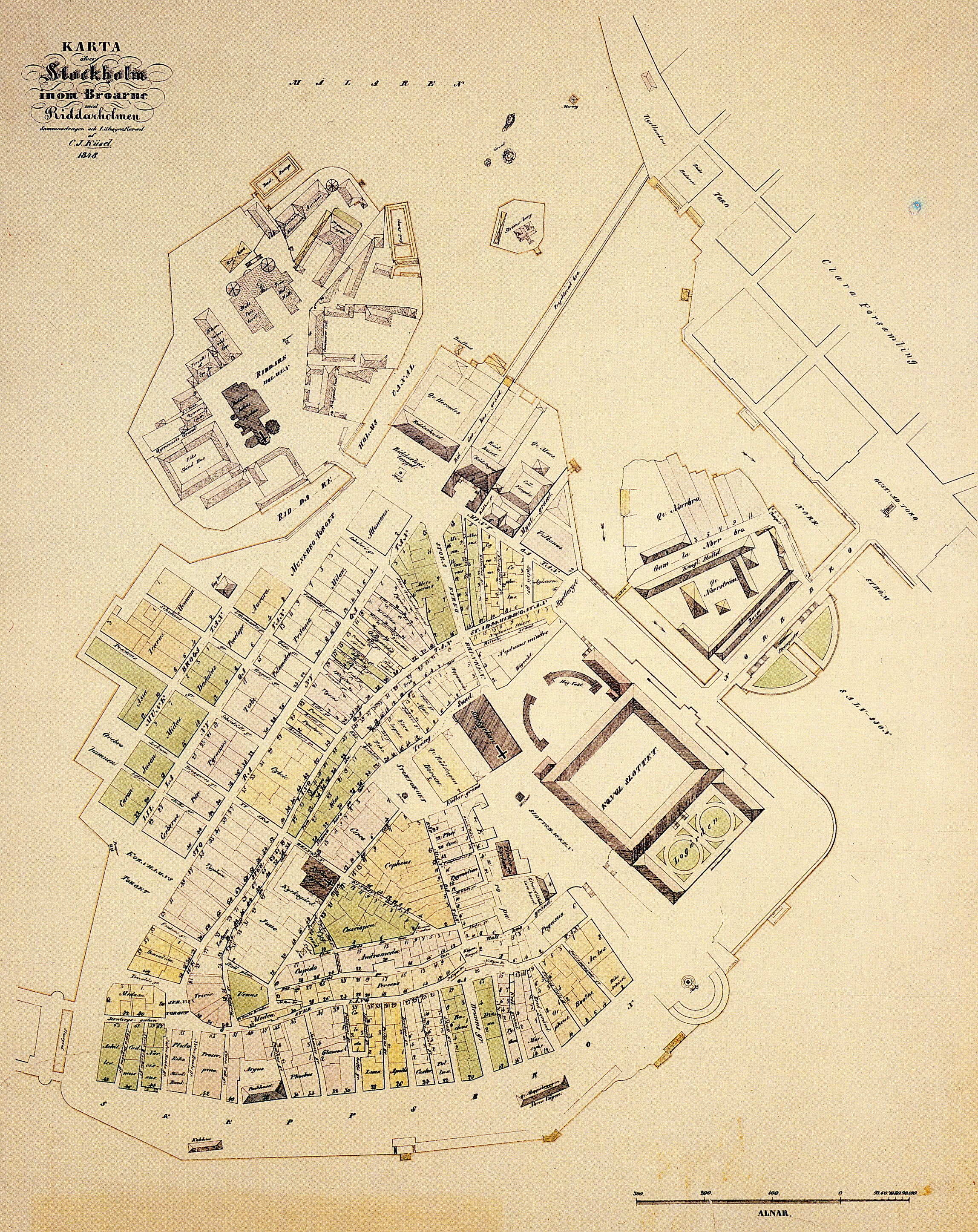
Gamla stan och Riddarholmen 1848 enligt C.J. Küsels karta. Strandlinjen mot väster och norr skiljer sig från dagens ö, som genom utfyllning har växt.

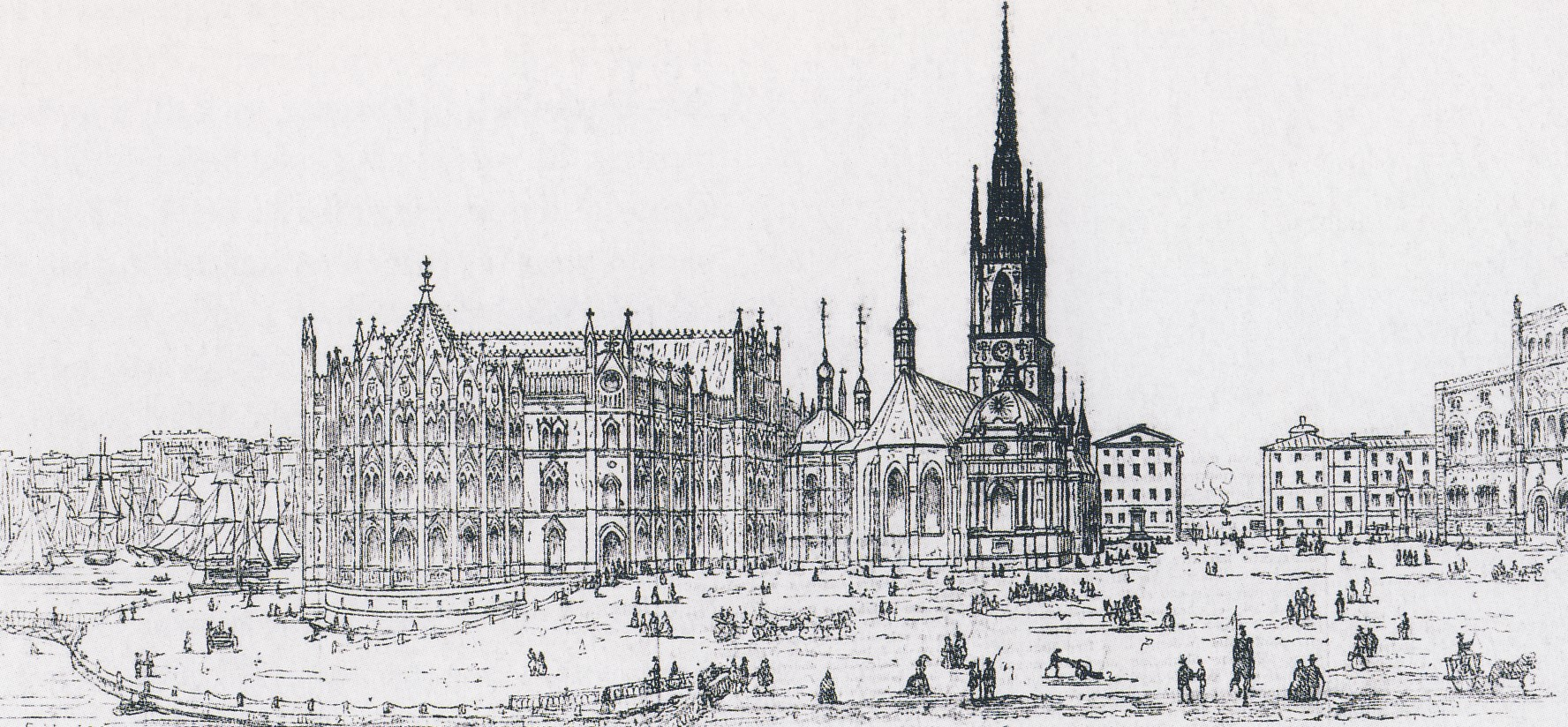
A.E. Rudbergs förslag till parlamentsbyggnad på Riddarholmen 1861.

I Erikskrönikan från cirka 1325 nämns ön som Kidaskär (Kidhaskär), där förleden Kidh är fornsvenska för killing, och troligen gick getter på bete på ön. År 1270 lät Magnus Ladulås grunda Gråbrödraklostret i Stockholm på Riddarholmen och därför försvann namnet Kidhaskär och ersattes av namnen Gråbrödraholm, Gråmunkeholm eller Munckholmen. Delar av deras kloster finns bevarade kring Riddarholmskyrkan, som var en del av klosteranläggningen.
Efter att klostret stängts 1527 genom Gustav Vasas reformation kom nya boende till ön, som kansliskrivaren Erik Eriksson med hustrun Anna och dödgrävaren Anders. På Kidskär byggdes ett femtiotal små gårdar[källa behövs].

### Stormaktstiden: Adelspalats
Med början av den svenska stormaktstiden omkring 1620-talet, försvann de boende från ön, gårdarna revs och marken styckades upp i rejäla tomter som donerades av Kronan till adelsmän, som utmärkt sig i kriget eller i förvaltningen. Herrar som Sparre, Wrangel och Banér byggde sina palats på ön.
År 1638 omtalades Riddarholmen, före detta Gråmunkeholmen kallad. Det dröjde dock rätt länge innan det nya namnet helt slog igenom. Karl XI föredrog Riddarholmen, men hans dotter Ulrika Eleonora höll i sina anteckningar troget fast vid Gråmunkeholm. Någon helt övertygande förklaring till varför holmen fick byta namn på 1630-talet är inte känd. Namnet Kidskär lever kvar, då kvarteret vid Södra Riddarholmshamnen har fått namn efter holmens ursprungsnamn.
Den äldsta bron från Stadsholmen till Gråmunkeholmen var en enkel träbro. 1630 fick riksrådet Åke Henriksson Tott tillstånd att bygga en vindbrygga från Riddarhusets västra hörn till sitt eget hus som låg mitt för Riddarholmskyrkans kor. 1655 ersattes Totts vindbrygga av två fasta träbroar.

Invånare från stormaktstiden
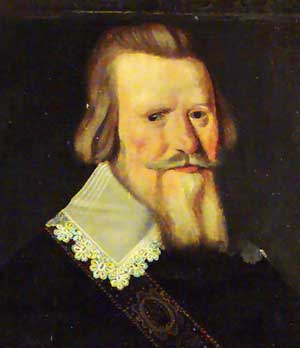
Bonde i Cruuska palatset.
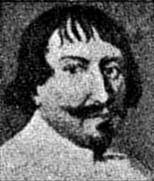
Oxenstierna i Hessensteinska palatset.
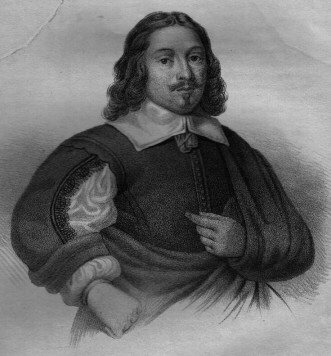
Rosenhane Schering Rosenhanes palats.
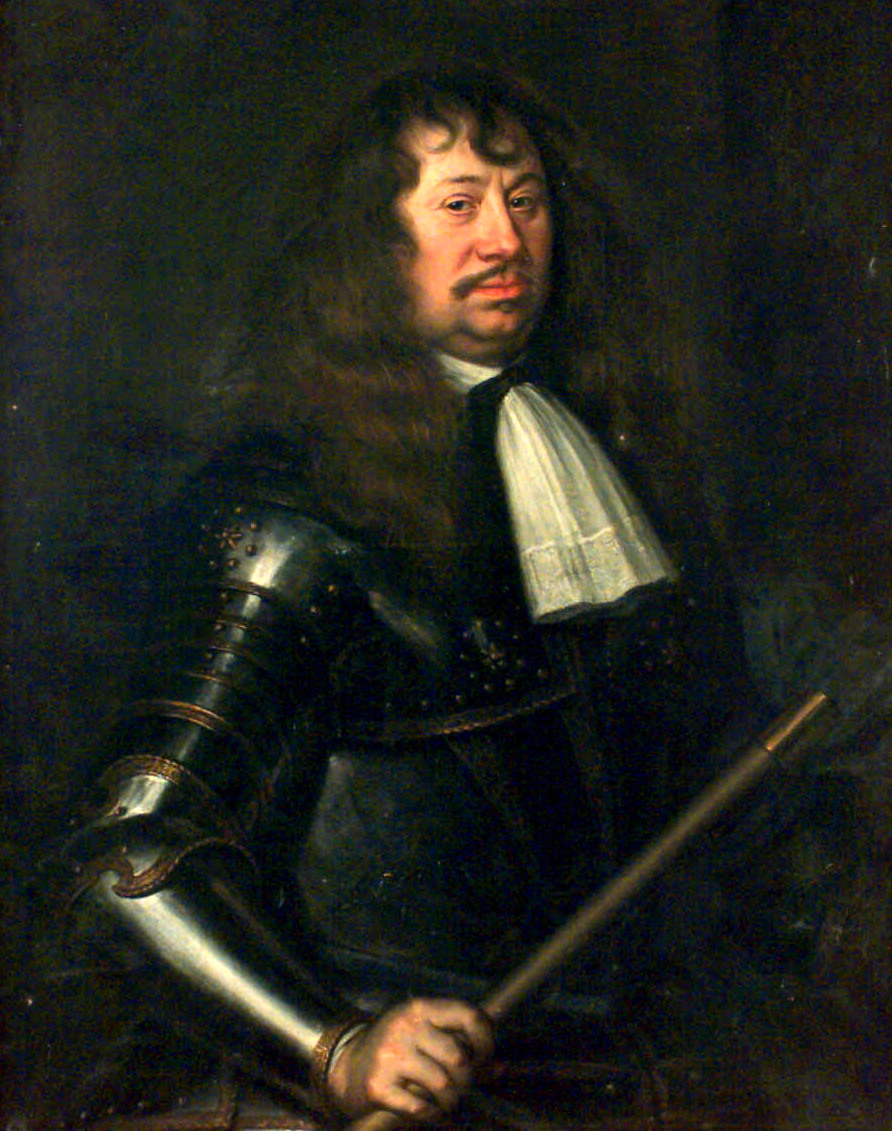
Wrangel i Wrangelska palatset.

### Modernare historia: Affärsmän och ämbetsverk
Efter slottsbranden 1697 flyttade kungafamiljen in i Wrangelska palatset och bodde där medan det nya slottet byggdes. Senare kom ämbetsverk som övertog adelspalatsen vars ägare inte längre hade råd att bo kvar här och Riddarholmen blev en ämbetsholme.
Ännu på 1740-talet hade Riddarholmens gator inga namn. Då skrev Johann George Rüdling: På Riddare-Holmen äro allenast 4 Gator, hwilka intet hafwa något wist namn. Först 1886 namngavs några gator på initiativ av P.A. Norstedt & Söner, bland annat Tryckerigatan och Arkivgatan.
Riddarholmsbranden 1802 förstörde Cruuska palatset och skadade delar av Wrangelska palatset. Under artonhundratalet växte Riddarholmens yta genom utfyllning mot Riddarfjärden, vilket innebar att strandlinjen flyttades västerut för att ge bättre plats för sjöfarten. Ursprungligen hade palatsen sina huvudfasader mot vattnet, och de nåddes sjövägen. Genom de ändrade strandlinjerna försvagades sambandet mellan bebyggelsen och vattnet.
På C.J. Küsels karta från 1848 finns två kallbadhus inritade framför Birger jarls torn på öns norra udde, de Åbomska och Gjörckeska badinrättningarna. August Strindberg föddes 1849 på Riddarholmen i dåvarande Sundhetskollegiets hus (rivet 1863).
När representationsreformen 1865 var genomförd diskuterades även uppförandet av en representativ parlamentsbyggnad i paritet med Riddarhuset och Kungliga slottet. Det av Johan Fredrik Åbom upprustade riksdagshuset ansågs inte räcka till och en rad arkitekter lämnade förslag till ny parlamentsbyggnad på Riddarholmen.  Ett förslag av August Emmanuel Rudberg publicerades den 30 mars 1861 i Nya Dagligt Allehanda och visade nybyggnaden söder om Riddarholmskyrkan, ett annat skissat av arkitekterna Gustaf Wickman, Georg Ringström och Ferdinand Boberg visade 1894 ett riksdagshusförslag med placering väster om Riddarholmskyrkan.
Av nybyggnadsförslagen blev inget av och 1866 flyttade Sveriges nya tvåkammarriksdag in i en byggnad söder om Riddarholmskyrkan, där klostret stod förut. Fram till 1905 blev det Sveriges riksdagshus. År 1897 slog sig den förste socialdemokratiske riksdagsmannen ner i andra kammaren, Hjalmar Branting, och det var på Riddarholmen som arbetarpartiet började arbeta parlamentariskt.
Sedan 1886 finns på Schering Rosenhanes gränd Normalhöjdpunkten för Sverige.
År 1935 föreslogs under stor uppmärksamhet ett friluftsbad på Riddarholmen av den unge arkitekten Raoul Wallenberg. Förslaget kom dock aldrig att realiseras.

Invånare från 1700- och 1800-talen
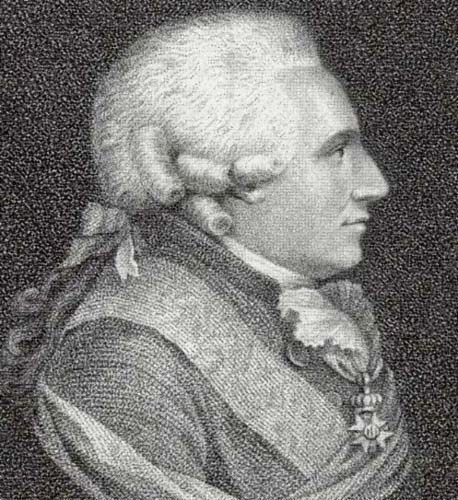
von Hessenstein.
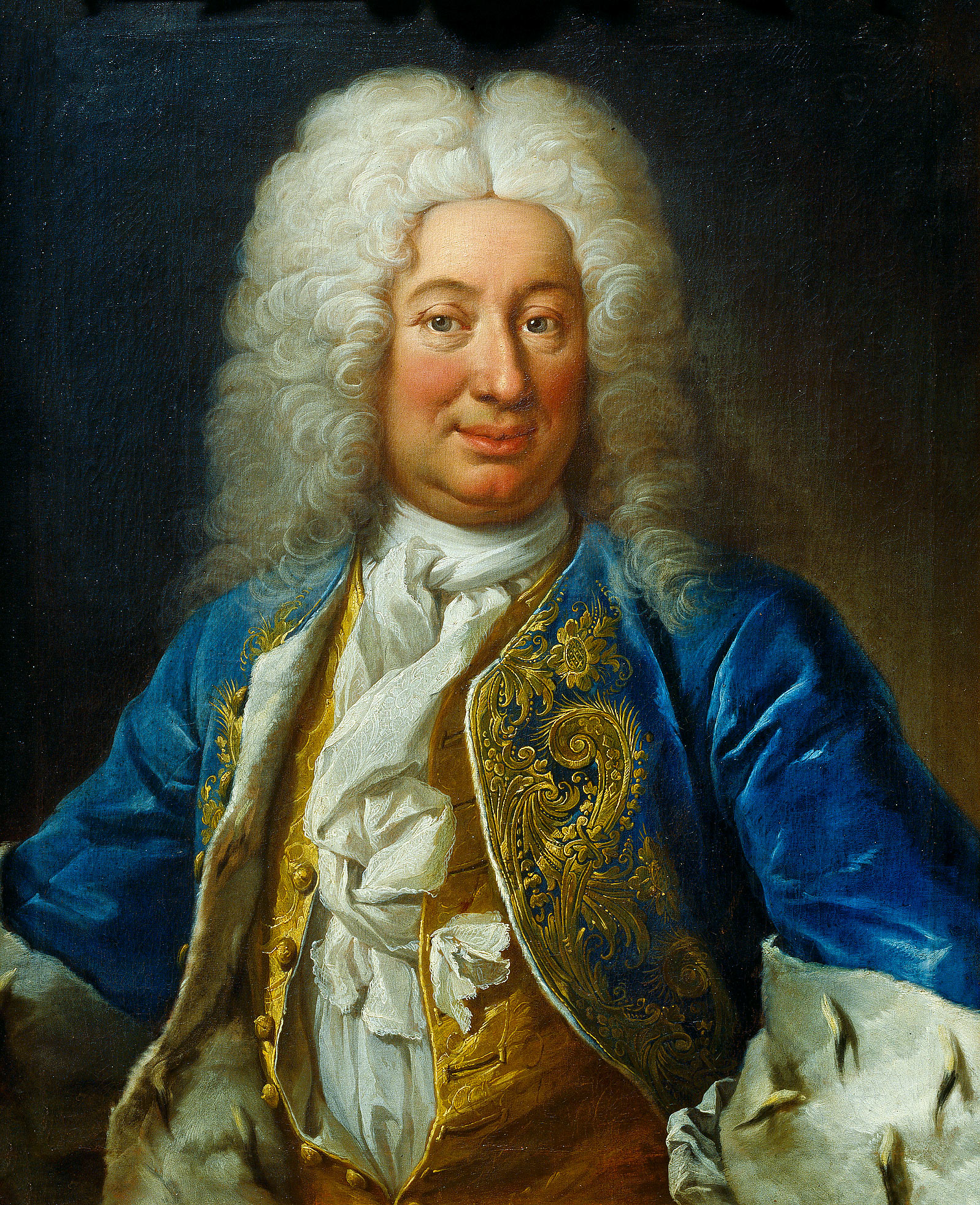
Fredrik I i Wrangelska palatset.
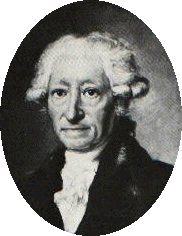
Hebbe i Hebbeska huset.
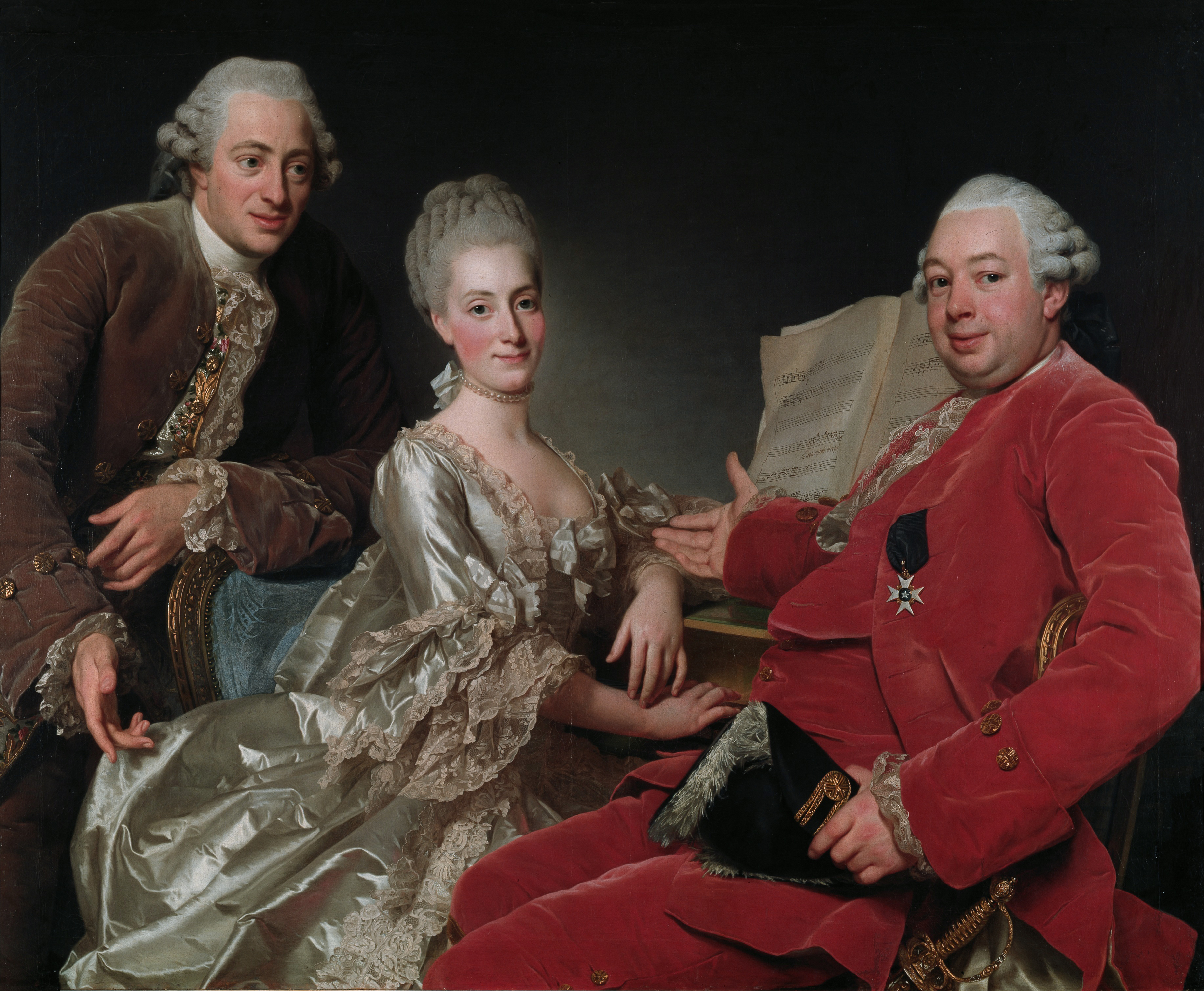
Jennings i Hebbeska huset.
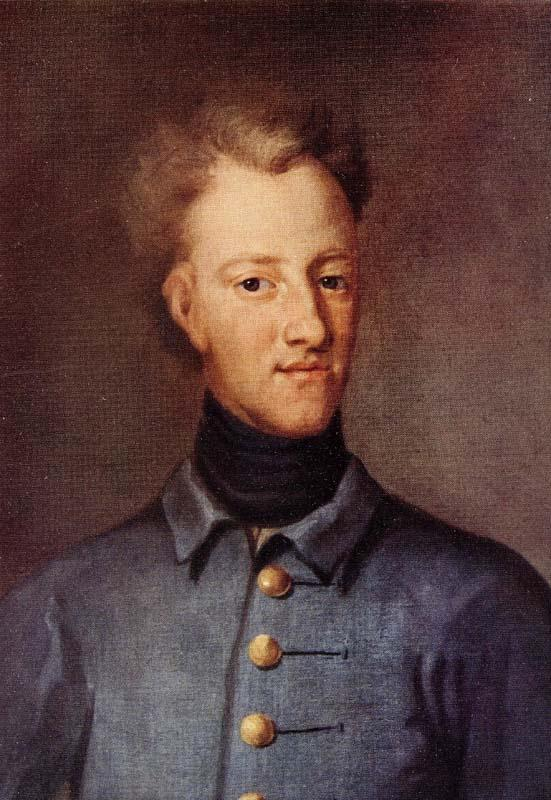
Karl XII i Wrangelska palatset.
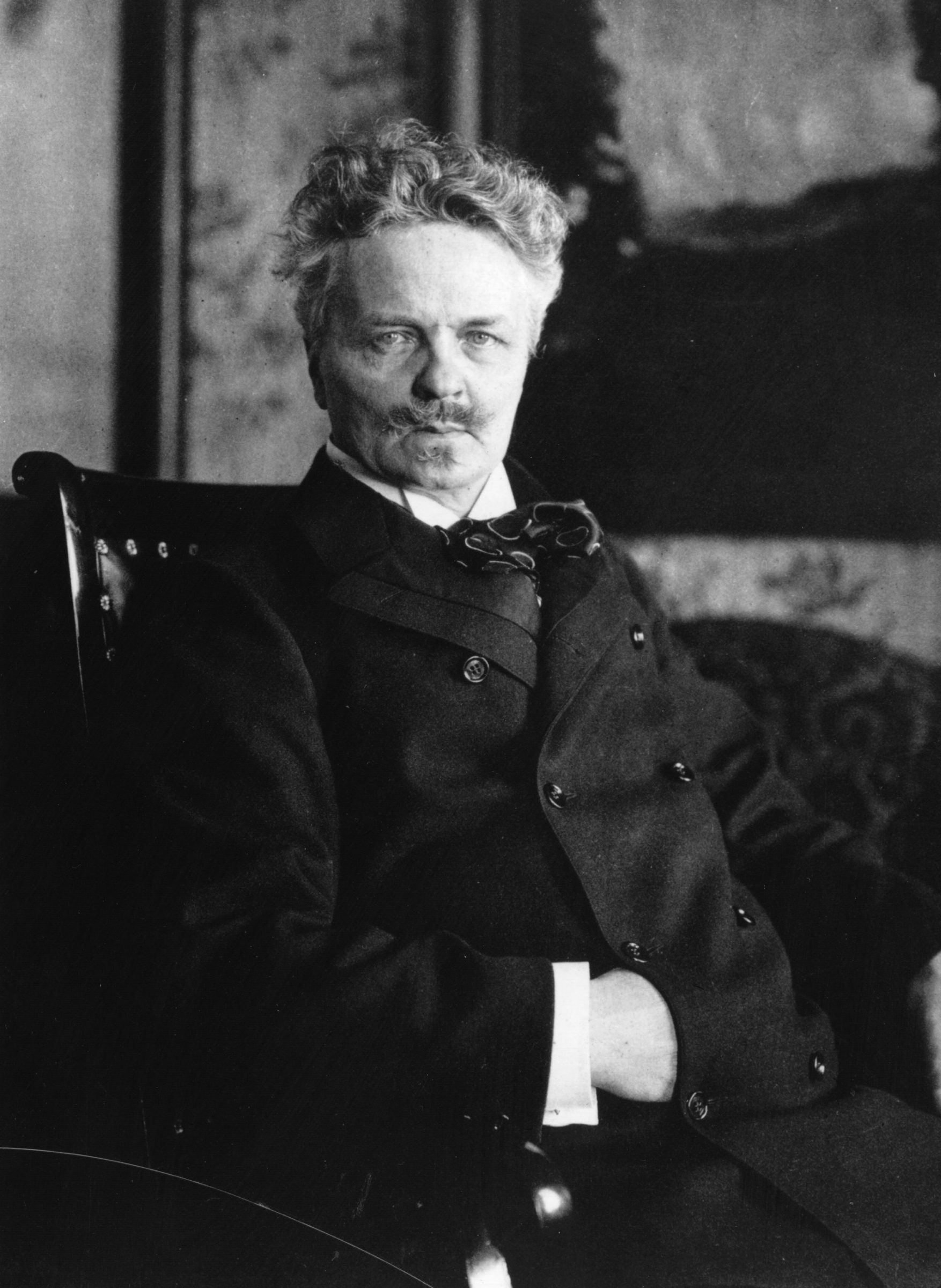
Strindberg i Sundhetskollegiets hus.
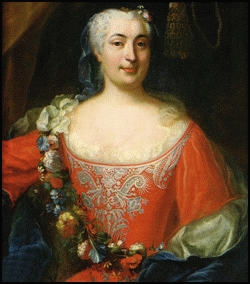
Taube i Östra Gymnasiehuset.
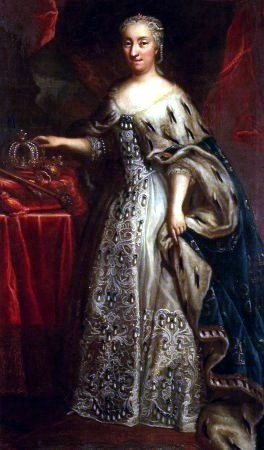
Ulrika Eleonora i Wrangelska palatset.

### Sjöfart

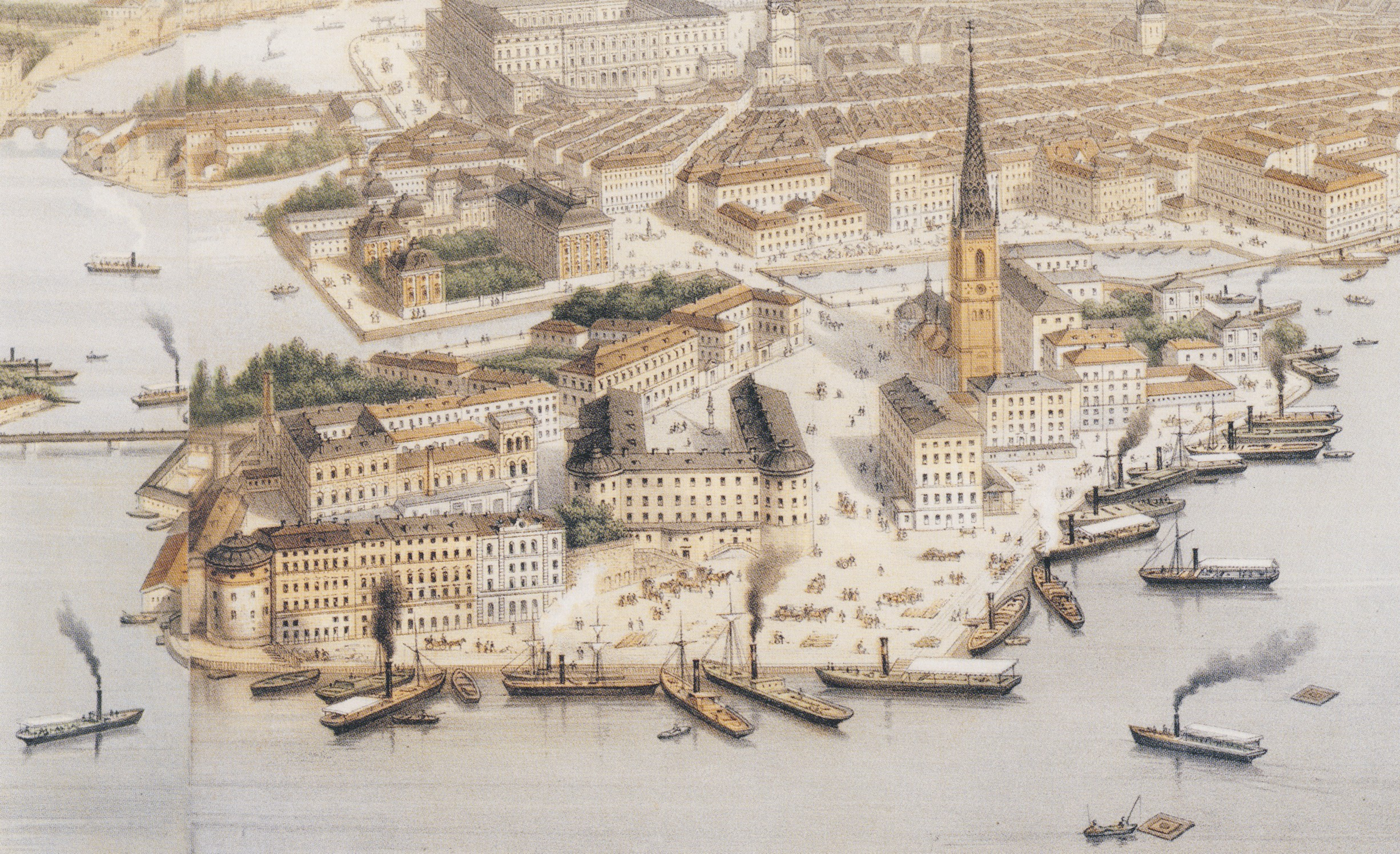
Riddarholmen 1870. Sammanbindningsbanan är just färdig och Riddarholmshamnen gör fortfarande skäl för sitt namn. Färglitografi av Otto August Mankell.

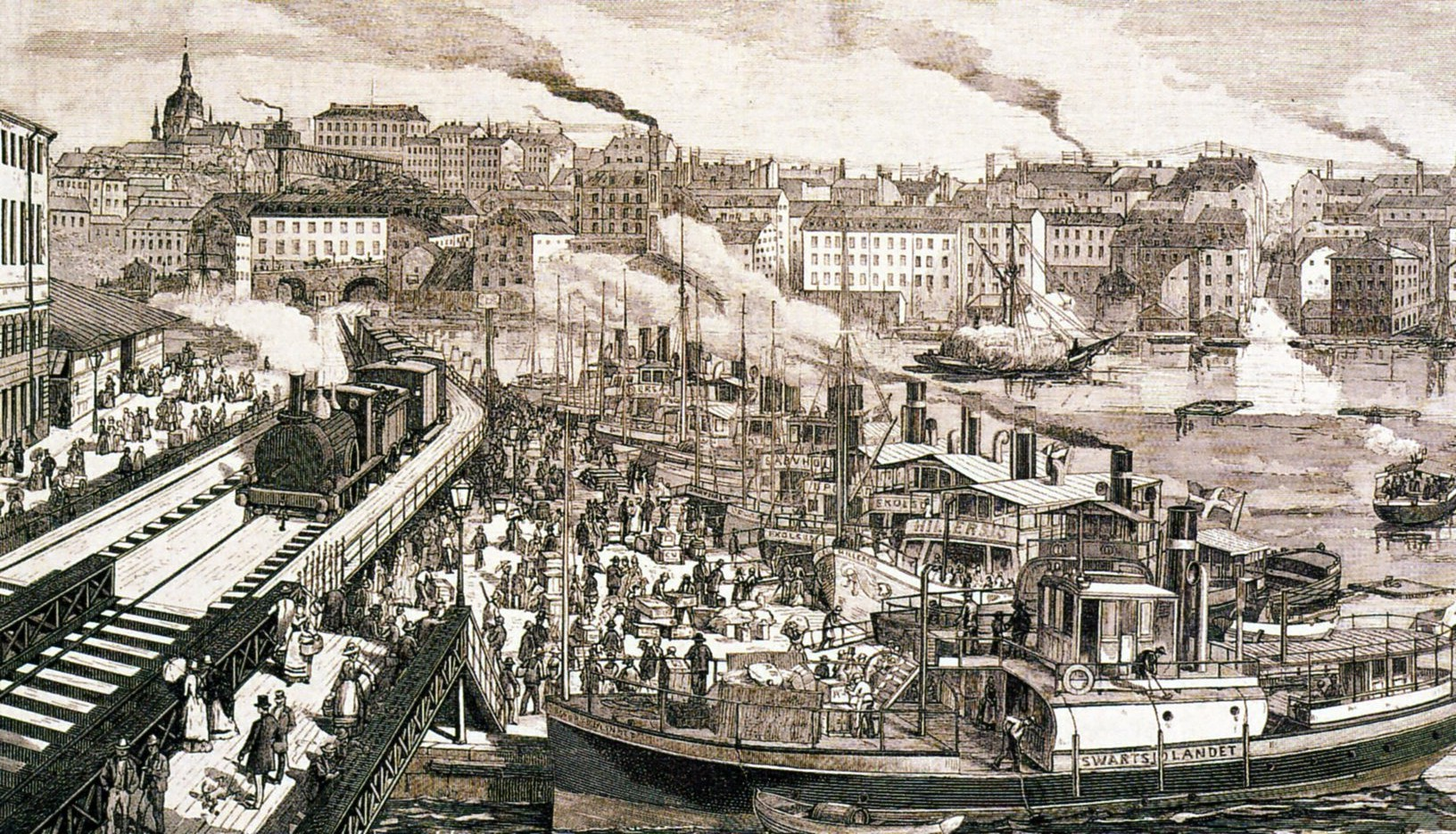
Trängseln vid "Mälarhamnen" på Riddarholmen. Ny Illustrerad Tidning, 1886.

Riddarholmsskeppet är ett senmedeltida fartyg som 1930 påträffades vid muddringsarbeten i Riddarholmskanalen utanför sydöstra Riddarholmen. Det var en av de medeltida "bondebåtar" som kom från Mälaren och Stockholms skärgård för att söka hamn vid Riddarholmen. De hade mast och segel och täckt för. Skeppet hade utrustats för Stockholms försvar under 1400-talets senare del. Fyndet var den direkta anledningen till grundandet av Stockholms stadsmuseum och är stadsmuseets första registrerade arkeologiska föremål. Fyndet betecknas som det kanske mest betydelsefulla, som gjorts inom Stockholms stads område. Idag är skeppet utställd på Medeltidsmuseet.
Riddarholmskanalen var vid 1800-talets mitt fortfarande en idyllisk farled för småbåtar. Hit, till "Mälarhamnen" kom Mälaröarnas bönder och sålde sina varor längs kajen på dagens Munkbro.
Riddarholmen spelade även en viktig roll för passagerartrafiken på Mälaren. Det fanns en regelbunden ångbåtstrafik mellan Riddarholmen och mälarstäder som Örebro, Västerås, Enköping och Sigtuna. Bland dem som sysslade med sjöfart på holmen fanns August Strindbergs far, som arbetade på Riddarholmen som ångbåtskommissionär och därmed var ansvarig för godstrafiken på Mälaren och Göta kanal. Göta kanalbåtarna till Göteborg använde också länge Riddarholmen[källa behövs], men har under de senaste åren flyttat till Skeppsbron.
Fortfarande är två båtar som tillhör samma koncern som Göta kanalbåtarna stationerade på Riddarholmen, M/S Riddarholmen och M/S Riddarfjärden. Bägge fartygen går i chartertrafik sedan början av 1990-talet, med kryssningar på Mälaren.

### Trafik
På 1700-talet var Riddarhustorget en av stadens centralpunkter med ett omfattande folkliv, som även bredde ut sig över Riddarholmskanalen till Riddarholmstorget (numera Birger jarls torg), när Erik Palmstedts stenbro stod färdig 1789. Denna kontakt bröts när sammanbindningsbanan drogs förbi Riddarholmen och Palmstedts bro ersattes av en lång gjutjärnsbro. I och med tillkomsten av Munkbroleden, tunnelbanan och Centralbron på 1930- respektive 1960-talet isolerades Riddarholmen nästan helt från Gamla stan.  

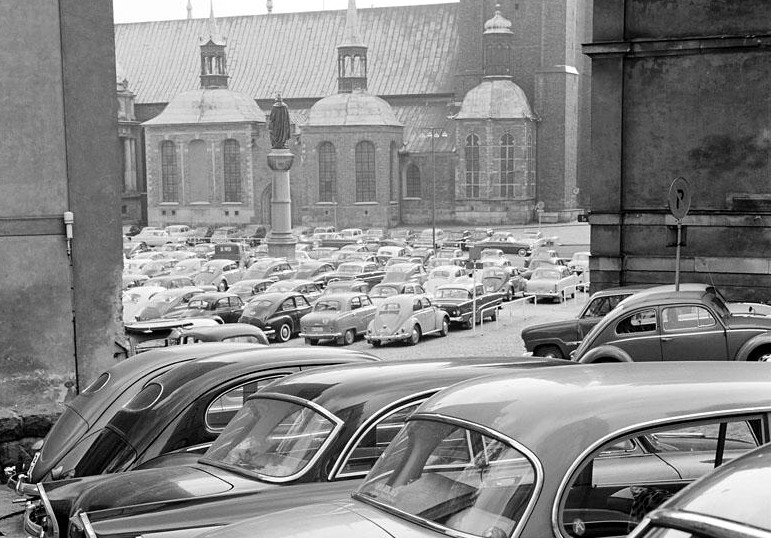
Bilparkering på Birger jarls torg 1961. Foto: Herbert Lindgren.

Ett märkligt provisorium var den så kallade Slingerbultsleden som fanns under perioden 1929/1930 till 1953. Den ledde trafiken i nord-sydlig riktning förbi Riddarholmens östra sida. Slingerbultsleden skulle fungera som ett komplement till Munkbroleden. När tunnelbanan började byggas förbi Riddarholmen revs Slingerbultsleden och som kompensation byggdes 1953 en pontonbro, den 240 meter långa Riddarbron från Norra Riddarholmshamnen till Tegelbacken. Pontonbron var i drift till 1967 och förde med sig att 20 000 fordon per dygn passerade rakt genom Riddarholmen och längs Norra Riddarholmshamnen. Idén med pontonbron kom från Yngve Larsson.
På 1960-talet var allmän biltrafik och bilparkering vanligt på ön. Hela Birger jarls torg kunde vara fullproppat med parkerande fordon. Numera är torget bilfritt och bilkörning och parkering är bara tillåten för de tjänstemän som arbetar i ämbetsverken, och för en och annan buss eller taxi som släpper ut turister.
Den 24 januari 2009 inleddes arbetet med Citybanan, en underjordisk järnväg genom centrala Stockholm som kommer att avlasta järnvägsspåren som idag går mellan Gamla stan och Riddarholmen. Den nya underjordiska sträckningen kommer att gå under Riddarholmen och på Södra Riddarholmshamnen finns ett arbetsområde och schakt.
Den 1 januari 2018 började Riddarfjärdslinjen trafikera holmen.

### Utbildning
Redan under medeltiden bedrevs utbildning i Gråbrödraklostrets regi. Klosterlokalerna som stod tomma sedan 1527 kom åter att användas för undervisning 1551 när Trivialskolan flyttade från Gamla stan till de tomma klosterlokalerna. Skolan blev kvar på Riddarholmen till 1666 då den flyttade tillbaka till Gamla stan. Skolan flyttade tillbaka till Riddarholmen och dagens Östra Gymnasiehuset 1817 och blev kvar där till skolan lades ned 1821. År 1821 flyttade Stockholms gymnasium in och gav gymnasiehusen sina nuvarande namn (Östra och Västra Gymnasiehuset. Stockholms gymnasium blev kvar till 1880-talet då man flyttade till Norra Latin vid Norra Bantorget. Gymnasiehuset huserade senare Wallinska flickskolan där 1888-1907.

## Byggnadsverk
Tabell över nuvarande och tidigare bebyggelse på Riddarholmen. Samtliga av dagens fastigheter ägs av Statens fastighetsverk med undantag för Norstedtshuset.
| Bild | Fastighet                                   | Byggstart                        | Arkitekt                                           | Byggherre                                             | Användning                                                  | Hyresgäst 2015                |
| ---- | ------------------------------------------- | -------------------------------- | -------------------------------------------------- | ----------------------------------------------------- | ----------------------------------------------------------- | ----------------------------- |
|      | Riddarholmskyrkan                           | 1270                             |                                                    | Magnus Ladulås                                        | klosterkyrka, kunglig begravningskyrka, museum              | -                             |
|      | Gråbrödraklostret                           | 1270                             |                                                    | Magnus Ladulås                                        | kloster                                                     | stängt 1527                   |
|      | Birger jarls torn                           | 1530                             | Cyrillus Johansson (ombyggnad 1953)                | Gustav Vasa                                           | försvarstorn                                                | Justitiekanslern              |
|      | Hebbeska huset                              | 1628                             |                                                    | Johan Eriksson Sparre                                 | bostad                                                      | Kammarrätten                  |
|      | Cruuska palatset                            | 1635                             |                                                    | Karl Bonde                                            | bostad, senare Kammarrätten                                 | nedbrunnet 1802               |
|      | Hessensteinska palatset                     | 1630-talet                       | Nicodemus Tessin d.ä (?), Carl Hårleman (1700-tal) | Bengt Bengtsson Oxenstierna                           | bostad, kontor                                              | Svea hovrätt                  |
|      | Sparreska palatset                          | 1630-talet                       |                                                    | Peder Eriksson Sparre                                 | bostad, barnbördshus, ämbetsverk, Generalsjömilitiekontoret | Högsta förvaltningsdomstolen  |
|      | Wrangelska palatset                         | 1630-talet                       | Nicodemus Tessin d.ä (ombyggnad 1652-70)           | Lars Eriksson Sparre, ombyggt för Carl Gustaf Wrangel | bostad, kungligt residens, domstol                          | Svea hovrätt                  |
|      | Stenbockska palatset                        | 1640                             | Nicodemus Tessin d.ä, Carl Hårleman (1700-tal)     | Fredrik Gustavsson Stenbock                           | bostad, barnbördshus, ämbetsverk                            | Svea hovrätt                  |
|      | Östra Gymnasiehuset (till höger på bild)    | 1640-talet (grund från klostret) |                                                    | Gustaf Adam Banér                                     | bostad, skola, domstol                                      | Svea hovrätt                  |
|      | Schering Rosenhanes palats                  | 1652                             | Nicodemus Tessin d.ä, Jean De la Vallée            | Schering Rosenhane                                    | bostad, Frimurarordens stamhus, domstol                     | Svea hovrätt                  |
|      | Sundhetskollegiets hus                      | 1700 (?)                         |                                                    | Hovet (?)                                             | bageri, bostad                                              | rivet 1863                    |
|      | Gamla riksdagshuset                         | 1700-talet (?), medeltida grund  | Johan Fredrik Åbom (1866), Aron Johansson (1911)   | Sveriges riksdag (?)                                  | kloster, sjukhus, bostad, riksdagshus                       | Kammarrätten                  |
|      | Överkommissariens hus                       | 1750-talet                       | Carl Hårleman (?)                                  | Berge Olofson Ström                                   | bostad, kontor                                              | Justitiekanslern              |
|      | Gamla auktionsverket                        | 1750-talet                       | Carl Hårleman (?), Cyrillus Johansson (ombyggnad)  | Berge Olofson Ström                                   | pantbank, auktionshus                                       | Svea hovrätt                  |
|      | Levins villa                                | 1770-talet                       | Erik Palmstedt                                     | Adolf Ludvig Levin                                    | villa                                                       | Compass Human Resources Group |
|      | Västra Gymnasiehuset (till vänster på bild) | 1800-talet                       | Johan Fredrik Åbom (fasaden)                       | Stockholms stad                                       | gymnasium                                                   | Svea hovrätt                  |
|      | Kammarrättens hus                           | 1804                             | Fredrik Blom, Carl Fredrik Bouck                   | Kammarrätten                                          | Kammarrätten, Kammararkivet                                 | Högsta förvaltningsdomstolen  |
|      | Gamla riksarkivet                           | 1877-90                          | Axel F. Nyström                                    | Riksarkivet                                           | arkiv                                                       | Evenemangslokal               |
|      | Norstedtshuset                              | 1882-89                          | Magnus Isæus                                       | P.A. Norstedt & Söner                                 | kontor, tryckeri                                            | Norstedts                     |

### Arkitekter

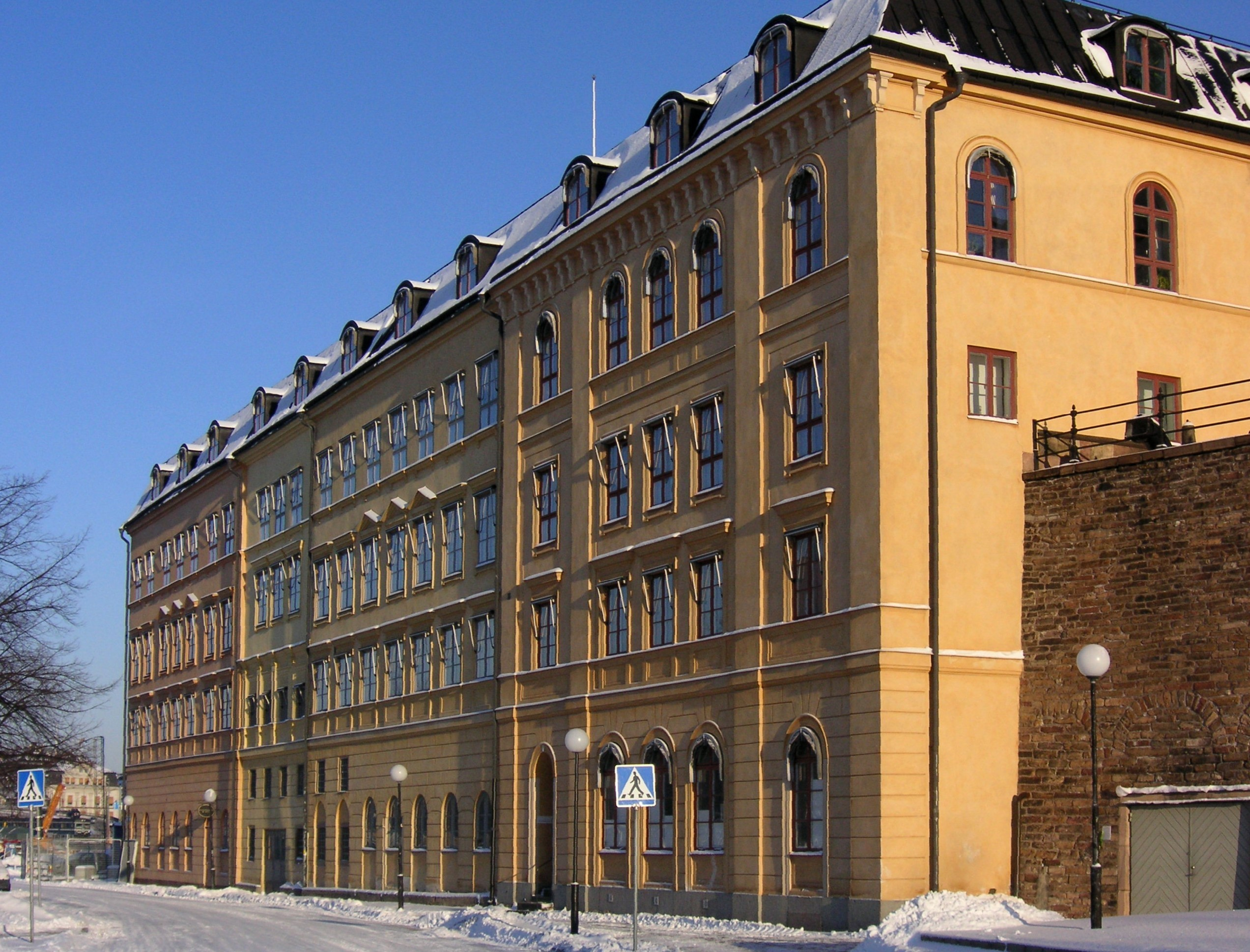
Gamla Auktionsverket, en miljö skapad under 300 år av bland andra Carl Hårleman och Cyrillus Johansson.

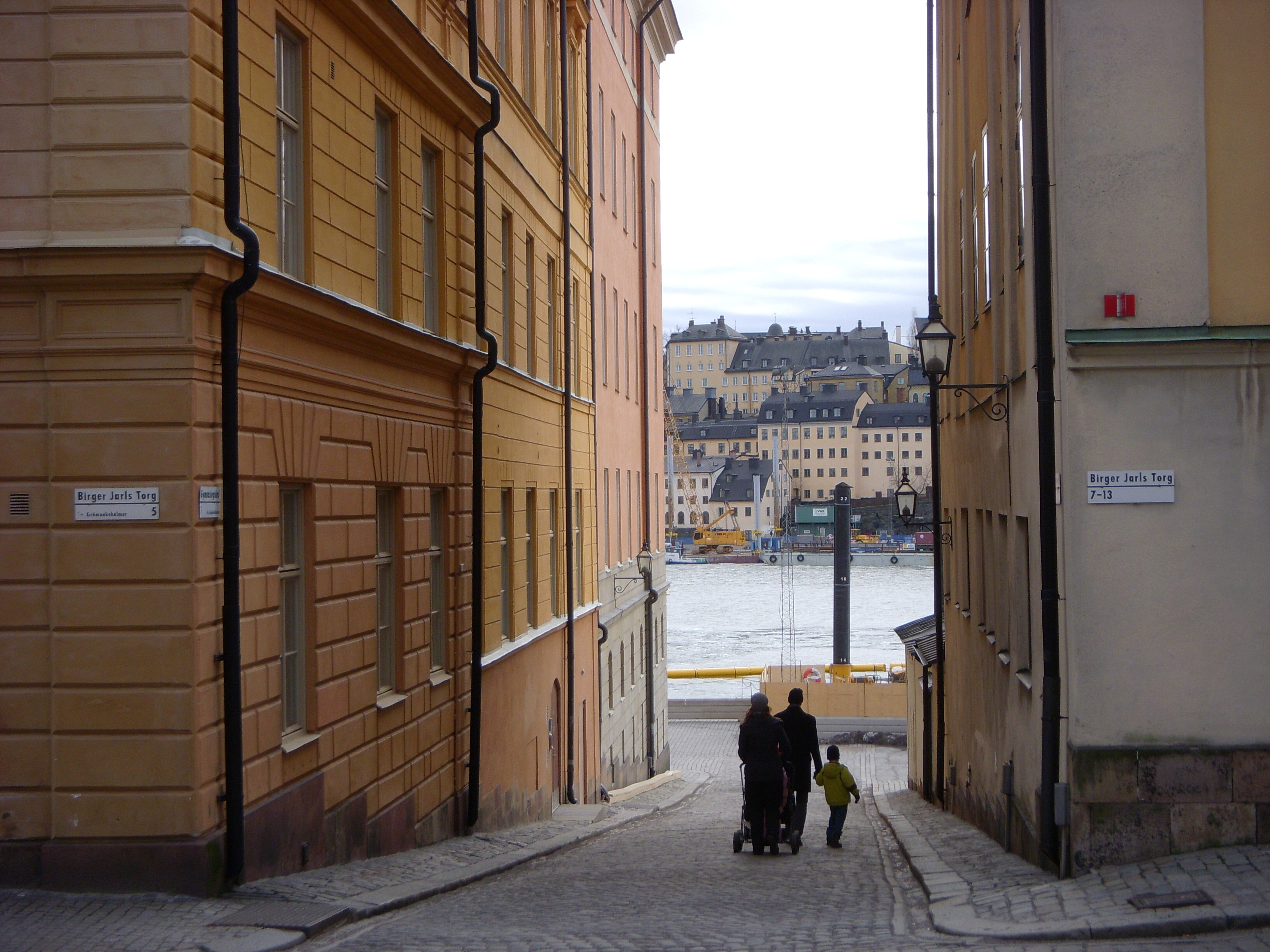
Gymnasiegränd.

De prestigefyllda byggnadsuppdragen för kronan och adeln lockade flera av de främsta äldre svenska arkitekterna. Bland annat Nicodemus Tessin d.ä. (1615-1681) som stod bakom några av Sveriges främsta slottsbyggnader, som Drottningholms slott och Tidö slott. På Riddarholmen var han inblandad i bland annat Stenbockska palatset och Hessensteinska palatset. Bägge palatsen nyinreddes på 1700-talet av rokokomästaren Carl Hårleman som även var den man som slutförde återuppbyggnaden av Stockholms slott. Hårleman ligger även bakom Gamla Auktionsverket och Överkommissariens hus på Riddarholmen. Även Fredrik Blom har bidragit med ett hus, Kammarrättens hus från 1804. Bland hans många övriga verk märks bland annat Rosendals slott och Skeppsholmskyrkan.
Andra senare arkitekter som bidragit till öns arkitektur är Axel Fredrik Nyström (Gamla Riksarkivet), Aron Johansson (Gamla riksdagshuset), Magnus Isæus (Norstedtshuset) och Ivar Tengbom som ledde ombyggnaden av förlagshuset 1943. På 1950-talet gjordes ombyggnationer ledda av Cyrillus Johansson och efter hans ritningar av både Birger jarls torn och Gamla Auktionsverket.

### Gator, torg och broar
Årtal i parentes anger när nuvarande namn gavs.
- Arkivgatan (1886)
- Gymnasiegränd (1942)
- Norra Riddarholmshamnen (1925)
- Schering Rosenhanes gränd (1925)
- Södra Riddarholmshamnen (1925)
- Tryckerigatan (1886)
- Wrangelska backen (1925)
- Birger jarls torg (1854)
- Evert Taubes terrass (1983)
- Riddarholmsbron
- Hebbes bro (1924)

## Riddarholmen i litteraturen
Riddarholmen är förknippad med August Strindberg som både föddes på ön och häcklade ämbetsmannalivet där. En annan stor Stockholmsskildrare som beskrivit ämbetsmännens värld är Ivar Lo-Johansson i sin självbiografiska bok Stockholmare, sett från en ung arbetares synvinkel. Boken är från 1954, men den utspelar sig i författarens ungdom 1926. Han skriver
| ” | Den av Stockholms fjorton holmar arbetarna trodde sig hata mest var Riddarholmen. Där låg den forna ämbetsmannaadelns palats, som senare tagits i bruk av ämbetsverken, av byråkraterna, och där fanns Riddarholmskyrkan med de döda konungarna. Adel var glorifierad i den. | „ |

En annan diktare som förknippas med holmen är Evert Taube som fått ge namn åt Evert Taubes terrass där det finns en skulptur av skalden.

## Riddarholmen idag

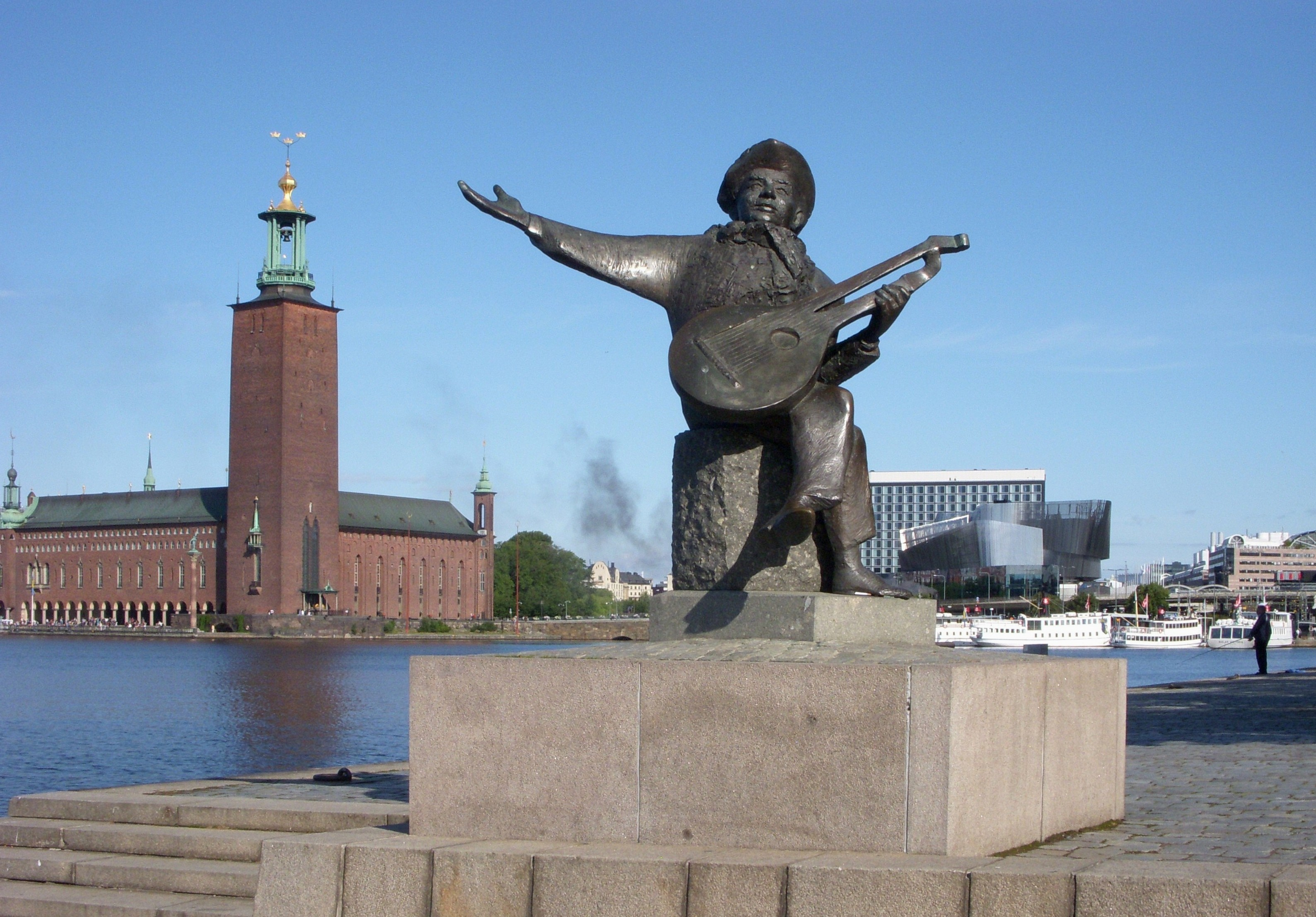
Evert Taube på Evert Taubes terrass.

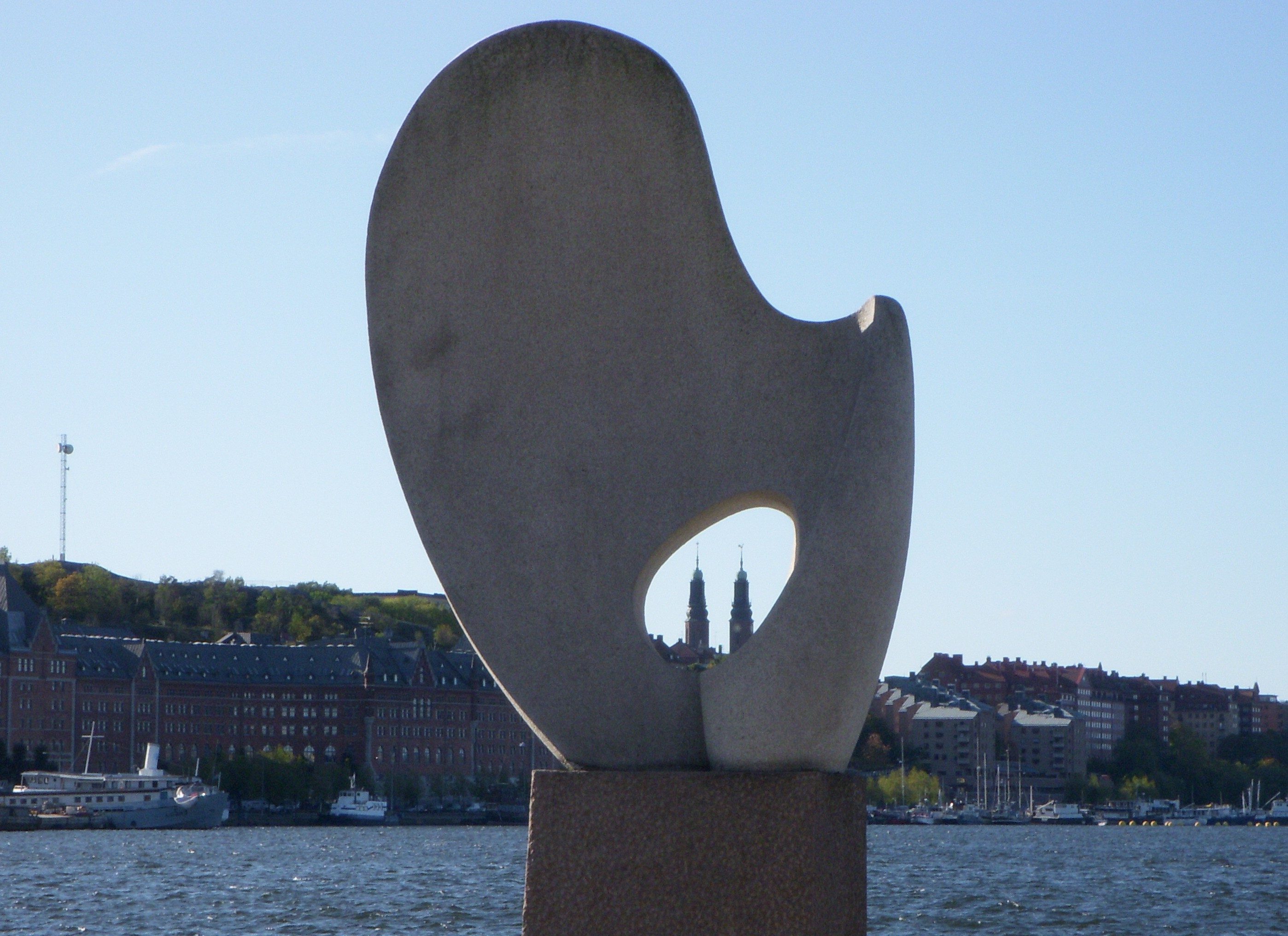
Solbåten på Evert Taubes terrass 2011.

Under 1900-talet har den ena efter den andra aktiviteten försvunnit från Riddarholmen och därmed folklivet. Kvar finns tre traditionsbevarare: Riddarholmskyrkan, Norstedts Förlagsgrupp och ämbetsverken. Idag domineras stadsdelen av statliga förvaltningsmyndigheter och domstolar och Statens fastighetsverk äger samtliga byggnader på Riddarholmen utom Norstedtshuset som används av Norstedts Förlagsgrupp. 
Det bedrivs även restaurang- och hotellverksamhet i före detta motoryachten Lady Hutton som ligger permanent förtöjd vid Norra Riddarholmshamnen. Den genuina miljön och den utmärkta utsikten över Stockholms stadshus lockar talrika turister som året runt promenerar och fotograferar på ön. På Valborgsmässoafton brukar det vara fackeltåg och majbrasa med allsång och uppträdanden. Vissa sommarkvällar spelas det upp till dans vid Norra Riddarholmshamnen, på en dansbana som lagts ut på Evert Taubes terrass. "Dans på bryggan", mitt i Stockholm.
På Evert Taubes terrass finns den abstrakta skulpturen Solbåten skapad 1966 av konstnären Christian Berg samt en staty av Evert Taube, rest 1990, till 100-årsminne av Taubes födelse. Willy Gordons skapelse visar Taube, iförd sombrero och poncho. I ena handen håller han sin luta, med den andra visar han över Riddarfjärden och Södermalm.
Riddarholmens bronsmodeller är två taktila bronsskulpturer som visar Riddarholmens utseende kring år 1620 och år 1750. Modellerna är sedan maj 2011 uppställda på Birger jarls torg, initiativtagare är Statens fastighetsverk.

## Utgrävningar

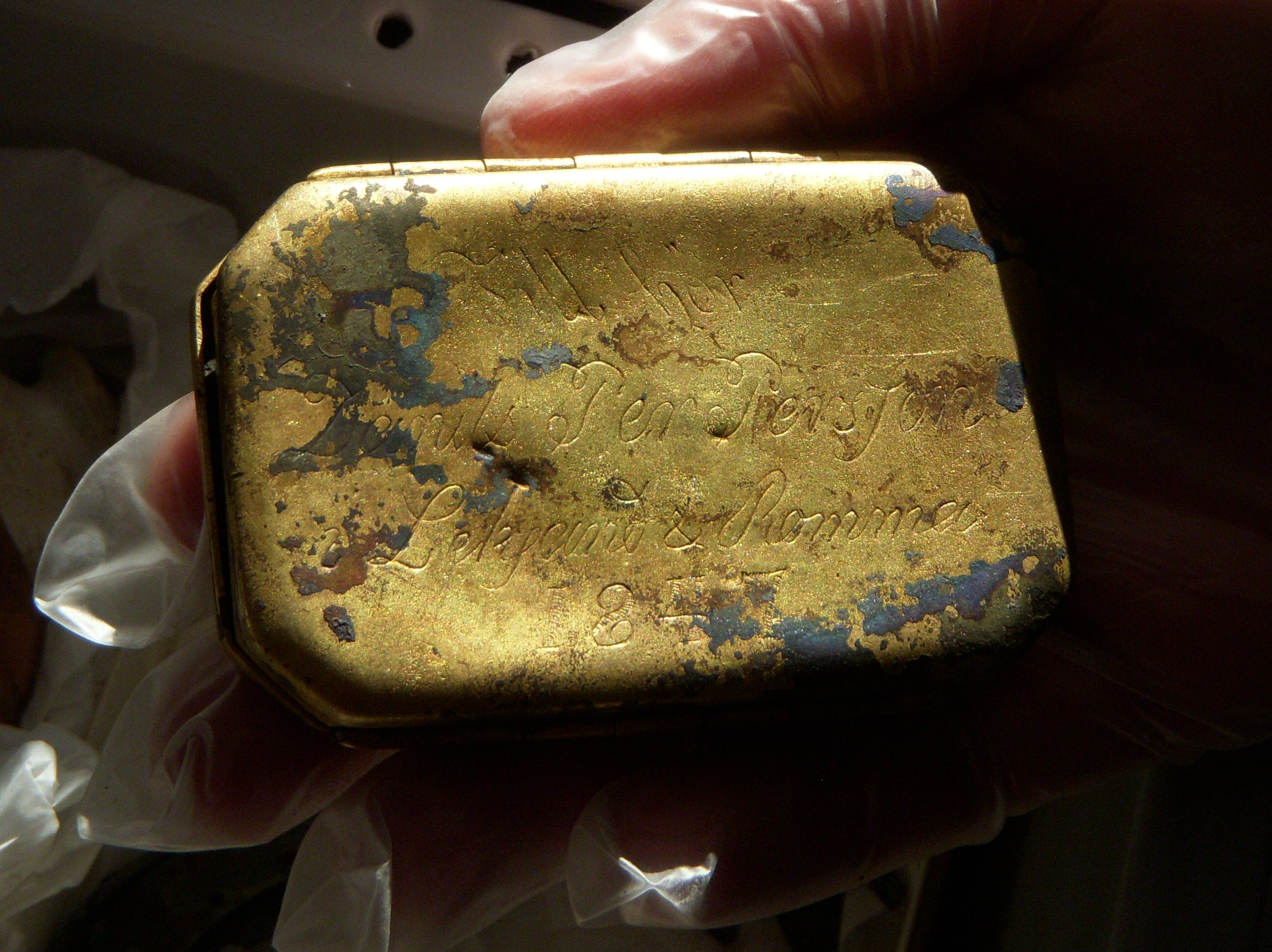
Danils Per Perssons snusdosa från 1847.

I samband med olika byggnadsarbeten på Riddarholmen har arkeologiska grävningar och undersökningar företagits. 2010 grävdes för nya ledningar i gatan utanför södra sidan av Riddarholmskyrkan. Stockholms stadsmuseums arkeologer frilade bland annat ett skelett efter en på medeltiden begravd munk. Det rör sig om kvarlevorna av en munk från det medeltida Gråbrödraklostret i Stockholm eftersom platsen där fyndet gjordes ligger inom den gamla klostergården där munkarna begravdes (se Gråbrödraklostret / Utgrävningar 2010).
Under sommaren 2011 utförde arkeologer från Sjöhistoriska museet en arkeologisk undersökning av sjöbottnen på och utanför västra Riddarholmen. Här kommer den östra anslutningen av Söderströmstunnelns sänktunnel för Citybanan att mynna. För de nödvändiga tunnelarbetena schaktas det en grop som är lika djup som ett åttavåningshus är högt. Undersökningen var den största sedan slutet på 1970-talet då den så kallade Riksgropen på Helgeandsholmen var aktuell och där man bland mycket annat fann rester av Stockholms stadsmur.
Bland fynden märks en 150 år gammal snusdosa i mässing med gravering "Tillhör Danils Per Perssons Leksand & Romma 1847". Hans identitet kunde fastställas i efterhand (se Citybanan / Utgrävningar 2011).

## Referenser

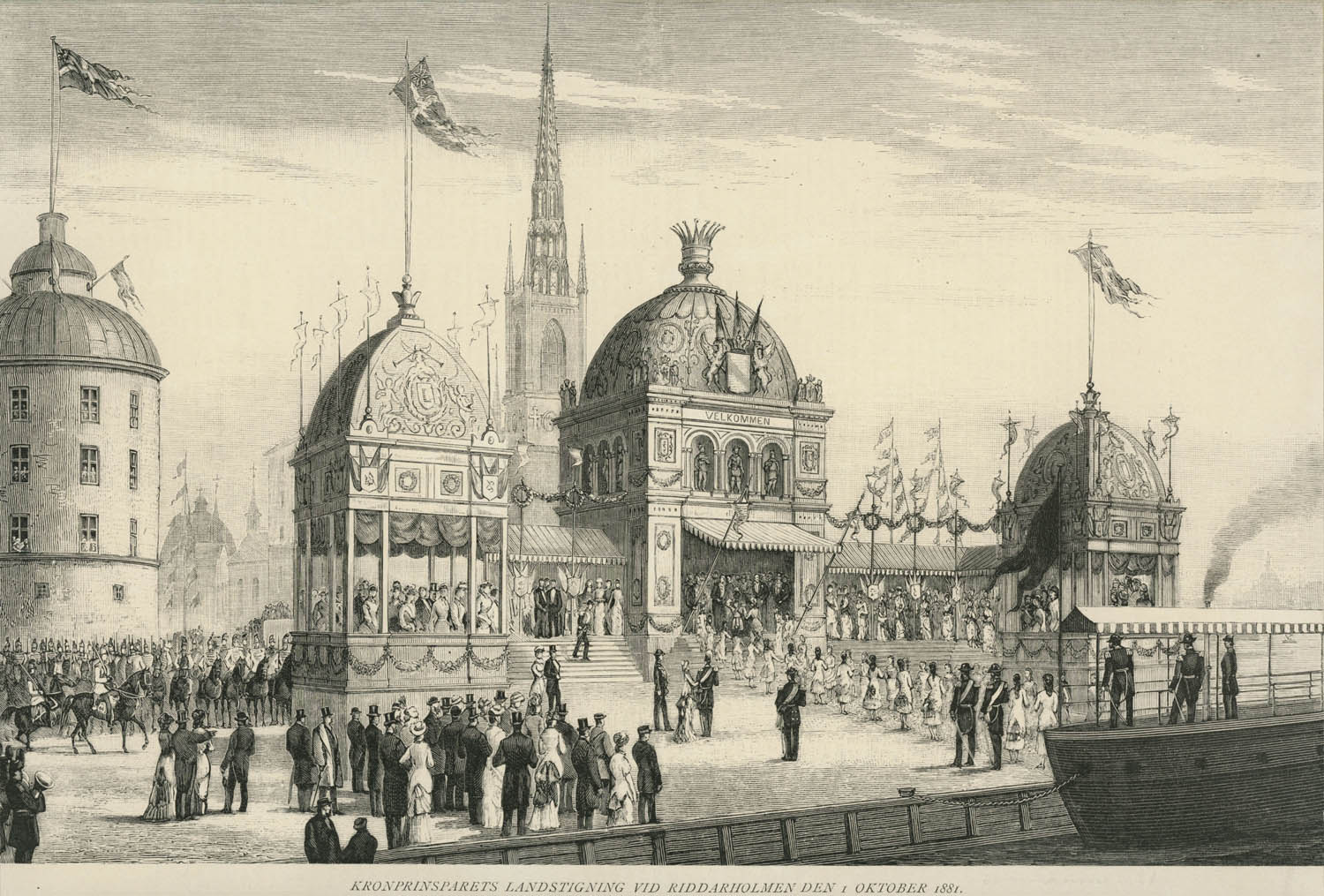
Kronprinsparets landstigning vid Riddarholmen den 1 oktober 1881.